# Basketligan 2005/2006
Basketligan 2005/2006 var säsongen då Plannja Basket från Luleå vann sitt sjätte SM-guld i basket för herrar.

## Grundserien
Grundserien hade 22 omgångar, och spelades 14 oktober 2005-10 januari 2006.
| Plats | Lag                       | Spelade | Vinster | Förluster | Poäng     | +/-  | Poäng |
| ----- | ------------------------- | ------- | ------- | --------- | --------- | ---- | ----- |
| 1     | Plannja Basket            | 20      | 16      | 4         | 1850-1712 | +138 | 32    |
| 2     | Solna Vikings             | 20      | 15      | 5         | 1902-1737 | +165 | 30    |
| 3     | Akropol BBK               | 20      | 14      | 6         | 1699-1623 | +76  | 28    |
| 4     | Sundsvall Dragons         | 20      | 13      | 7         | 1778-1641 | +137 | 26    |
| 5     | Helsingborg Pearls        | 20      | 11      | 9         | 1665-1652 | +13  | 22    |
| 6     | Norrköping Dolphins       | 20      | 9       | 11        | 1949-1965 | -16  | 18    |
| 7     | Södertälje Kings          | 20      | 9       | 11        | 1668-1687 | -19  | 18    |
| 8     | Sallén Basket             | 20      | 8       | 12        | 1634-1732 | -98  | 16    |
| 9     | Ockelbo BBK               | 20      | 8       | 12        | 1559-1688 | -129 | 16    |
| 10    | 08 Stockholm Human Rights | 20      | 6       | 14        | 1702-1754 | -52  | 12    |
| 11    | Jämtland Basket           | 20      | 1       | 19        | 1592-1807 | -215 | 2     |

## Poolspel

### A1
| Plats | Lag                 | Spelade | Vinster | Förluster | Poäng     | +/-  | Poäng |
| ----- | ------------------- | ------- | ------- | --------- | --------- | ---- | ----- |
| 1     | Plannja Basket      | 30      | 23      | 7         | 2769-2581 | +188 | 46    |
| 2     | Solna Vikings       | 30      | 22      | 8         | 2841-2619 | +222 | 44    |
| 3     | Sundsvall Dragons   | 30      | 19      | 11        | 2709-2501 | +208 | 38    |
| 4     | Akropol BBK         | 30      | 17      | 13        | 2520-2488 | +32  | 34    |
| 5     | Helsingborg Pearls  | 30      | 16      | 14        | 2513-2544 | -31  | 32    |
| 6     | Norrköping Dolphins | 30      | 11      | 19        | 2817-2924 | -107 | 22    |

### A2
| Plats | Lag                       | Spelade | Vinster | Förluster | Poäng     | +/-  | Poäng |
| ----- | ------------------------- | ------- | ------- | --------- | --------- | ---- | ----- |
| 1     | Sallén Basket             | 28      | 14      | 14        | 2342-2395 | -53  | 28    |
| 2     | Södertälje Kings          | 28      | 14      | 14        | 2353-2344 | +9   | 28    |
| 3     | 08 Stockholm Human Rights | 28      | 12      | 16        | 2425-2400 | +25  | 24    |
| 4     | Ockelbo BBK               | 28      | 8       | 20        | 2174-2446 | -272 | 16    |
| 5     | Jämtland Basket           | 28      | 4       | 24        | 2293-2514 | -221 | 8     |

## SM-slutspel

### Åttondelsfinaler
| Datum                                             | Match                 | Resultat      |
| ------------------------------------------------- | --------------------- | ------------- |
| Norrköping Dolphins - Ockelbo BBK (2 - 0)         |                       |               |
| 20 februari 2006                                  | Norrköping - Ockelbo  | 103 - 99      |
| 22 februari 2006                                  | Ockelbo - Norrköping  | 74 - 76       |
| Sallén Basket - 08 Stockholm Human Rights (0 - 2) |                       |               |
| 20 februari 2006                                  | Sallén - 08 Stockholm | 84 - 91       |
| 22 februari 2006                                  | 08 Stockholm - Sallén | 89 - 85 e.fl. |

### Kvartsfinaler
| Datum                                              | Match                        | Resultat       |
| -------------------------------------------------- | ---------------------------- | -------------- |
| Sundsvall Dragons - Södertälje Kings (1 - 3)       |                              |                |
| 27 februari 2006                                   | Sundsvall - Södertälje Kings | 92 - 101 e.fl. |
| 1 mars 2006                                        | Södertälje - Sundsvall       | 91 - 89        |
| 3 mars 2006                                        | Sundsvall - Södertälje       | 107 - 76       |
| 7 mars 2006                                        | Södertälje - Sundsvall       | 80 - 77        |
| Akropol BBK - Helsingborg Pearls (3 - 2)           |                              |                |
| 28 februari 2006                                   | Akropol - Öresundskraft      | 73 - 72        |
| 2 mars 2006                                        | Öresundskraft - Akropol      | 103 - 79       |
| 4 mars 2006                                        | Akropol - Öresundskraft      | 80 - 70        |
| 7 mars 2006                                        | Öresundskraft - Akropol      | 119 - 79       |
| 10 mars 2006                                       | Akropol - Öresundskraft      | 78 - 76        |
| Plannja Basket - 08 Stockholm Human Rights (3 - 2) |                              |                |
| 28 februari 2006                                   | Plannja - 08 Stockholm       | 106 - 93       |
| 2 mars 2006                                        | 08 Stockholm - Plannja       | 87 - 70        |
| 5 mars 2006                                        | Plannja - 08 Stockholm       | 81 - 78        |
| 7 mars 2006                                        | 08 Stockholm - Plannja       | 98 - 96        |
| 10 mars 2006                                       | Plannja - 08 Stockholm       | 108 - 81       |
| Solna Vikings - Norrköping Dolphins (3 - 0)        |                              |                |
| 28 februari 2006                                   | Solna - Norrköping           | 83 - 70        |
| 3 mars 2006                                        | Norrköping - Solna           | 104 - 125      |
| 6 mars 2006                                        | Solna - Norrköping           | 91 - 82        |

### Semifinaler
| Datum                                    | Match              | Resultat |
| ---------------------------------------- | ------------------ | -------- |
| Solna Vikings - Södertälje Kings (3 - 2) |                    |          |
| 14 mars 2006                             | Solna - Södertälje | 91 - 83  |
| 17 mars 2006                             | Södertälje - Solna | 90 - 107 |
| 21 mars 2006                             | Solna - Södertälje | 91 - 99  |
| 24 mars 2006                             | Södertälje - Solna | 98 - 91  |
| 27 mars 2006                             | Solna - Södertälje | 84 - 67  |
| Plannja Basket - Akropol BBK (3 - 1)     |                    |          |
| 14 mars 2006                             | Plannja - Akropol  | 53 - 90  |
| 17 mars 2006                             | Akropol - Plannja  | 80 - 85  |
| 22 mars 2006                             | Plannja - Akropol  | 81 - 67  |
| 24 mars 2006                             | Akropol - Plannja  | 84 - 67  |

### Final
| Datum                                  | Match           | Resultat |
| -------------------------------------- | --------------- | -------- |
| Plannja Basket - Solna Vikings (4 - 1) |                 |          |
| 29 mars 2006                           | Plannja - Solna | 81 - 77  |
| 31 mars 2006                           | Solna - Plannja | 86 - 91  |
| 2 april 2006                           | Plannja - Solna | 84 - 70  |
| 4 april 2006                           | Solna - Plannja | 95 - 79  |
| 7 april 2006                           | Plannja - Solna | 97 - 81  |
Plannja Basket segrare med 4-1 i matcher.
Plannja Basket svenska mästare i basketboll för herrar säsongen 2005/2006.

## Svenska mästarna
Mall:Plannja Basket 2005/2006